# Aeroporto de Gold Coast
O Aeroporto de Gold Coast (em inglês: Gold Coast Airport) (IATA: OOL, ICAO: YBCG) é um aeroporto internacional na cidade de Gold Coast, segunda maior cidade do estado de Queensland, na Austrália, sendo que parte da pista se localiza no estado de Nova Gales do Sul. O aeroporto é o sexto mais movimentado da Austrália, sendo o mais movimentado fora de alguma capital do país